# Pontogenia phaeogramma
Pontogenia phaeogramma är en ringmaskart som beskrevs av Watson Russell 1990. Pontogenia phaeogramma ingår i släktet Pontogenia och familjen Aphroditidae. Inga underarter finns listade i Catalogue of Life.